# Henrik Stenson
Henrik Stenson (Göteborg, 5 april 1976) is een Zweedse golfprofessional. Hij is de eerste mannelijke Zweedse en Scandinavische winnaar van een van de 4 majors. 

## Amateur
In 1998 speelt hij in het Zweedse team op de Eisenhower Trophy en namens Continentaal Europa wint zijn team de St Andrews Trophy.

## Professional

### 1999-2012
In 1999 wordt hij professional en in 2000 speelt hij op de European Challenge Tour. Op deze tour wint hij in 2000 de DEXIA-BIL Luxembourg Open, de Gula Sidorna Grand Prix en de Challenge Tour Grand Final. Aan het einde van het jaar staat hij aan de top van de Order of Merit van de Challenge Tour waardoor hij vanaf 2001 aantreedt in de Europese PGA Tour.  Hij won al snel enkele toernooien op deze tour en bereikte in 2006 de top 20 en in 2007 de top 10 van de Official World Golf Ranking. In 2007 was Stenson de beste in de WGC Matchplay, waarmee hij de eerste Zweed was die een van de World Golf Championships kon winnen. Als gevolg van deze overwinning werd Stenson 5e op de wereldranglijst, waarmee hij Jesper Parnevik van de troon stootte als de hoogste ranking van een Zweeds golfer. Tussen 2007 en 2010 zou Stenson ruim 100 weken in de top-10 van de wereldranking blijven kamperen. Vanaf 2007 zou Stenson ook uitkomen op de Amerikaanse PGA Tour. Stenson eindigde ook 3de op het Britse Open in 2008 en 4de op het US Open (eveneens in 2008). In 2009 was Stenson ook de beste in de The Players Championship. De daaropvolgende seizoenen kende Stenson een terugval in zijn prestaties.
In 2006 maakte Stenson zijn debuut in de Ryder Cup. Hij scoorde hier 1,5 punten waarmee hij kon bijdragen aan een derde opeenvolgende overwinning voor het Europese team. 

### 2013: Eindwinnaar Race to Dubai
Stenson kende één van zijn beste jaren in 2013. Naast een tweede plaats in de The Open Championship en een derde plaats op het PGA Championship was hij ook de beste op het Deutsche Bank Championship en The Tour Championship op de Amerikaanse PGA Tour waardoor hij ook eindwinnaar was van de FedEx Cup. Op de Europese PGA Tour won Stenson ook het Dubai World Championship. Mede dankzij deze overwinning was Stenson ook de beste in het eindklassement van de Race to Dubai. Hij werd in 2013 dan ook verkozen tot speler van het jaar op de Europese PGA Tour.

### 2014-2016: eerste major en Olympisch zilver
In mei 2014 werd Stenson tweede op de Official World Golf Ranking achter Adam Scott. Op de Europese Tour was hij voor de tweede opeenvolgende keer de beste op de DP World Tour Championship. Met het Europese team was Stenson een tweede keer de beste op de Ryder Cup. 
In 2015 won Stenson geen enkel toernooi, maar was hij wel een aantal keer runner-up in zowel de Europese als de Amerikaanse PGA Tour. Een jaar later kon Stenson terug met de overwinning aanknopen dankzij een nieuwe winst op de BMW International Open van 2016. In juli 2016 behaalde Stenson ook zijn eerste en enige overwinning op een van de majors. Op de Royal Troon Golf Club was Stenson de beste op de The Open Championship. Stenson begon aan de laatste ronde met 1 slag voorsprong op Phil Mickelson. In een nieuw toernooirecord van 63 slagen op de slotdag nam Stenson verder afstand van Mickelson om zo de overwinning naar zich toe te trekken. Met zijn totaal van 264 slagen was dit meteen ook de laagste score aller tijden op een van de 4 majors. 
In augustus 2016 vertegenwoordigde Stenson Zweden op de Olympische Zomerspelen in Rio de Janeiro. Net voor de laatste hole van het vierdaags Olympisch toernooi stond Stenson nog aan de leiding, op gelijke hoogte met Justin Rose. Stenson kwam op de laatste hole echter niet verder dan een bogey terwijl Rose kon eindigen met een birdie waardoor Stenson moest tevreden zijn met de zilveren medaille. Stenson won in 2016 voor de tweede keer het eindklassement van de Europese PGA Tour.

### 2017-heden
In 2017 was Stenson de beste op het Wyndham Championship op de Europese tour. Tijdens het Masters Tournament van 2018 eindigde Stenson op de 5e plaats. Tijdens zijn carrière was Stenson zo goed voor een minimum één top 5-klassering op elk van de 4 majors. Stenson bleef op de Ryder Cup van 2018 ook ongeslagen waarmee hij een belangrijke bijdrage leverde aan een nieuwe Europese overwinning. 

### Overwinningen
| Jaar | Toernooi                                     | Tour                                     |
| ---- | -------------------------------------------- | ---------------------------------------- |
| 2000 | DEXIA-BIL Luxembourg Open                    | Challenge Tour                           |
| 2000 | Gula Sidorna Grand Prix                      | Challenge Tour                           |
| 2000 | Challenge Tour Grand Final                   | Challenge Tour                           |
| 2001 | Benson & Hedges International Open           | Europese PGA Tour                        |
| 2004 | The Heritage                                 | Europese PGA Tour                        |
| 2006 | Commercialbank Qatar Masters                 | Europese PGA Tour en Aziatische PGA Tour |
| 2006 | BMW International Open                       | Europese PGA Tour                        |
| 2006 | Royal Trophy                                 | -                                        |
| 2006 | Ryder Cup                                    | -                                        |
| 2007 | Dubai Desert Classic                         | Europese PGA Tour                        |
| 2007 | WGC-Accenture Match Play Championship        | Europese PGA Tour en PGA Tour            |
| 2007 | Royal Trophy                                 | -                                        |
| 2008 | Nedbank Golf Challenge                       | Sunshine Tour                            |
| 2008 | World Cup of Golf, samen met Robert Karlsson | -                                        |
| 2009 | The Players Championship                     | PGA Tour                                 |
| 2010 | Royal Trophy                                 | -                                        |
| 2011 | Royal Trophy                                 | -                                        |
| 2012 | South African Open Championship              | Europese PGA Tour en Sunshine Tour       |
| 2012 | Schüco Open                                  | -                                        |
| 2013 | Dubai World Championship                     | Europese PGA Tour                        |
| 2013 | Deutsche Bank Championship                   | PGA Tour                                 |
| 2013 | The Tour Championship                        | PGA Tour                                 |
| 2014 | Dubai World Championship                     | Europese PGA Tour                        |
| 2014 | Ryder Cup                                    | -                                        |
| 2016 | BMW International Open                       | Europese PGA Tour                        |
| 2016 | The Open Championship                        | Europese PGA Tour en PGA Tour            |
| 2017 | Wyndham Championship                         | PGA Tour                                 |
| 2018 | Ryder Cup                                    | -                                        |
| 2018 | EurAsia Cup                                  | -                                        |
| 2019 | World Challenge                              | -                                        |

### Teamdeelnames
Stenson heeft aan de volgende team evenementen meegedaan:
- Seve Trophy (namens Continentaal Europa): 2005, 2009
- World Cup (namens Zweden): 2005, 2006, 2008 (winnaars), 2009
- Royal Trophy (namens Europa): 2006 (gewonnen), 2007 (gewonnen), 2010 (gewonnen), 2011 (gewonnen), 2012
- Ryder Cup (namens Europa): 2006 (gewonnen), 2008, 2014 (gewonnen), 2016, 2018 (gewonnen)
- EurAsia Cup (namens Europa): 2018 (gewonnen)

### Resultaten op deMajors
| Major                 | 1998 | 1999 | 2000 | 2001 | 2002 | 2003 | 2004 | 2005 | 2006 | 2007 | 2008 | 2009 | 2010 | 2011 | 2012 | 2013 | 2014 | 2015 | 2016 | 2017 | 2018 | 2019 | 2020 | 2021 |
| --------------------- | ---- | ---- | ---- | ---- | ---- | ---- | ---- | ---- | ---- | ---- | ---- | ---- | ---- | ---- | ---- | ---- | ---- | ---- | ---- | ---- | ---- | ---- | ---- | ---- |
| Masters Tournament    |      |      |      |      |      |      |      |      | CUT  | T17  | T17  | T38  | CUT  | CUT  | T40  | T18  | T14  | T19  | T24  | CUT  | T5   | T36  | CUT  | T38  |
| U.S. Open             |      |      |      |      |      |      |      |      | T26  | CUT  | CUT  | 9    | T29  | T23  |      | T21  | T4   | T27  | WD   | CUT  | T6   | T9   | CUT  | CUT  |
| The Open Championship |      |      |      | CUT  |      |      |      | T34  | T48  | CUT  | T3   | T13  | T3   | 68   |      | 2    | T39  | T40  | 1    | T11  | T35  | T20  |      | CUT  |
| PGA Championship      |      |      |      |      |      |      |      | T47  | T14  | CUT  | T4   | T6   | CUT  |      |      | 3    | T3   | T25  | T7   | T13  | CUT  | T48  | CUT  | T64  |

CUT = miste de cut halverwege

### Resultaten op deWorld Golf Championships
| Toernooi             | 1999 | 2000 | 2001 | 2002 | 2003 | 2004 | 2005 | 2006 | 2007 | 2008 | 2009 | 2010 | 2011 | 2012 | 2013 | 2014 | 2015 | 2016 | 2017 | 2018 | 2019 | 2020 | 2021 |
| -------------------- | ---- | ---- | ---- | ---- | ---- | ---- | ---- | ---- | ---- | ---- | ---- | ---- | ---- | ---- | ---- | ---- | ---- | ---- | ---- | ---- | ---- | ---- | ---- |
| WGC Kampioenschap    |      |      |      |      |      |      | T3   | T13  | T19  | T57  | T77  | T37  |      |      |      | T16  | T4   | T28  | WD   |      | T54  |      |      |
| WGC Matchplay        |      |      |      |      |      |      |      | R32  | 1    | 3    | R64  | R64  | R64  |      | R64  | R32  | T34  |      |      |      | R16  |      |      |
| WGC Invitational     |      |      |      |      |      |      | T13  | T31  | T41  | T16  | T29  | 80   |      |      | T2   | T19  | T6   |      | T17  | T39  | T27  | T35  |      |
| WGC - HSBC Champions |      |      |      |      |      |      |      |      |      |      | T40  | T13  |      |      | T31  | T24  | T11  | T2   | T2   |      | T20  |      |      |

WD = opgave